# AH Velorum
AH Velorum eller HD 68808, är en ensam stjärna belägen i den mellersta delen av stjärnbilden Seglet. Den har en genomsnittlig skenbar magnitud av ca 5,70 och är svagt synlig för blotta ögat där ljusföroreningar ej förekommer. Baserat på parallax enligt Gaia Data Release 2 på ca 1,22 mas, beräknas den befinna sig på ett avstånd på ca 2 700 ljusår (820 parsek) från solen. Den rör sig bort från solen med en heliocentrisk radialhastighet på ca 26 km/s.

## Egenskaper
AH Velorum är en gul till vit ljusstark jättestjärna eller superjätte av spektralklass F7 Ib-II. Den har en massa som är ca 7 solmassor och utsänder från dess fotosfär energi motsvarande 930 gånger solen vid en effektiv temperatur av ca 6 100 K.

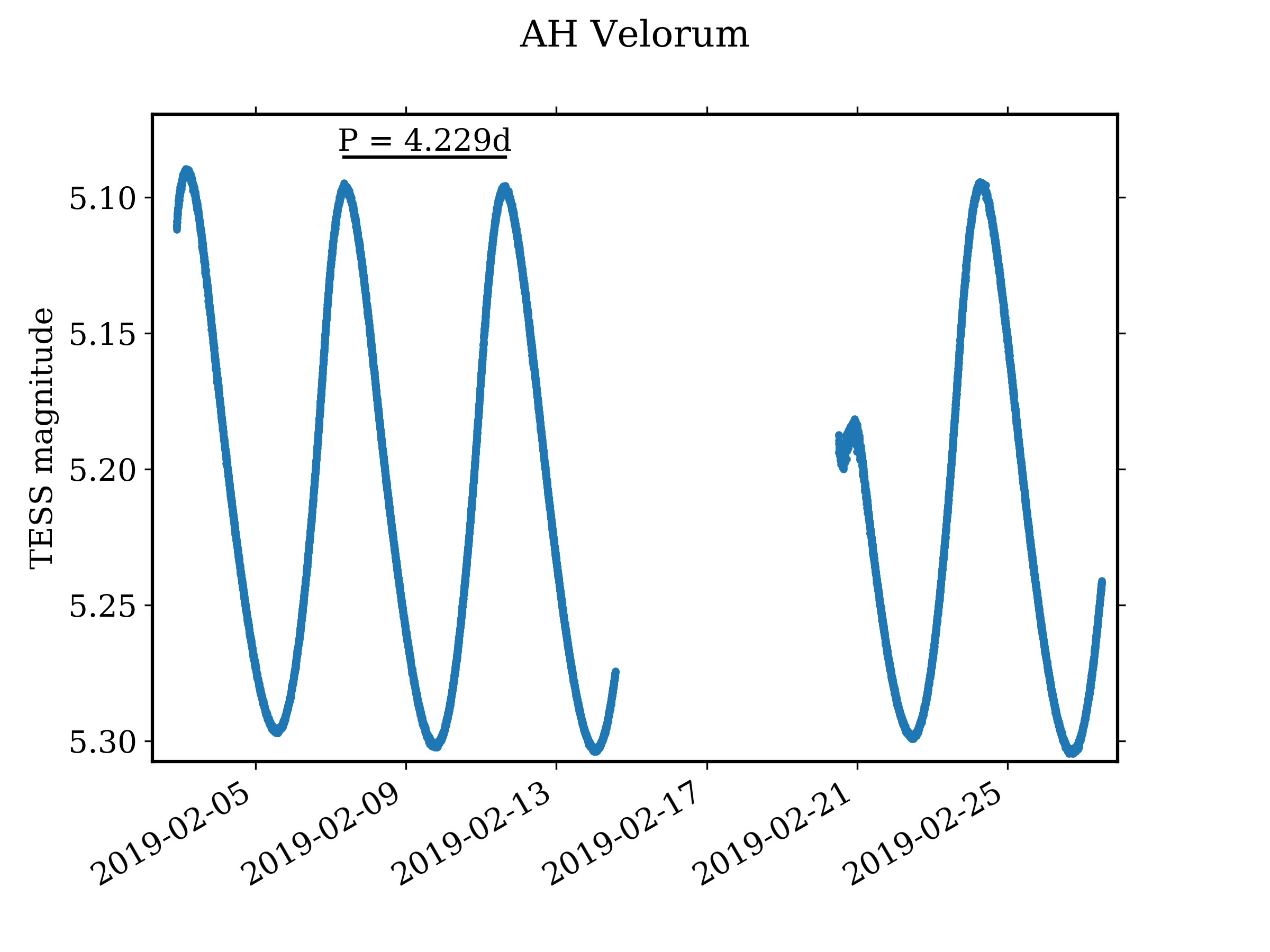
Ljuskurva för den klassiska Cepheidvariabeln AH Velorum, anpassad från NASA:s TESS-data

AH Velorum är en Klassisk cepheidvariabel, vars skenbara magnitud varierar från 5,50 till 5,89 med en period av 4,227171 dygn. Den pulserar i första övertonen, med en fundamental period på 6,04 dygn.